# Вулиця Паркова (Новомиргород)
Ву́лиця Паркова — вулиця в центрі міста Новомиргород Кіровоградської області. Протяжність — близько 550 м.

## Розташування
Починається від вулиці Григорія Тайга, простягається на південь, за стадіоном переходить у вулицю Степана Кожум'яки. Нумерація будинків вулицею Парковою продовжується також по проїзду в бік котельні та пров. Василя Стуса (район колишньої Базарної площі).
Прилеглі вулиці: Андрія Гурічева, Поповкіна, пров. Василя Стуса, Лесі Українки, пров. Павлущенків.

## Історія
На плані Новомиргорода 1834 року позначена недобудована кам'яна гауптвахта, що розташовувалась на місці сучасного входу до стадіону з боку вулиці Маяковського.
В XIX — початку XX століття на місці вулиці і прилеглих до неї територій була розташована площа, ярмаркові приміщення та базар. В розмовній мові місцевого населення досі широко вживається позначення частини територій з багатоповерховою забудовою між вулицями Маяковського та Лесі Українки як Базарна площа.
Вулиця носила назву на честь російського поета-футуриста Володимира Володимировича Маяковського.

## Об'єкти
Основні об'єкти, розташовані по вулиці Парковій:
- Спецшкола-інтернат для глухих дітей
- Центральний парк
- Стадіон